# Имбс, Борис Георгиевич
Борис Георгиевич Имбс (1905—1982) — советский учёный в области кормления овец, доктор сельскохозяйственных наук (1960), профессор (1962).
Окончил агрономический факультет Ставропольского института сельского хозяйства и мелиорации (1922—1926).
С 1932 года работал в переведённом из Москвы в Ворошиловск (так до 1943 г. назывался Ставрополь) учебном институте овцеводства (с 1934 г. ВНИИ овцеводства и козоводства, ВНИИОК). В этот период защитил кандидатскую диссертацию.
Затем перешёл на преподавательскую и научную работу в вуз, который в разное время назывался Северо-Кавказский зоотехнический институт (1930—1941), Ворошиловский зооветеринарный институт (1939—1944), Ставропольский сельскохозяйственный институт (с 1944 г.). Декан агрономического (1940—1943) и ветеринарного (1943—1944) факультетов. Работал в СХИ до последних дней.
Возглавлял институт во время немецкой оккупации с августа 1942 года (когда в январе 1943 года советские войска освободили город, в вузе числились 193 студента и 25 преподавателей). Служба у немцев не повлияла на научную карьеру, но лишила возможности получить в дальнейшем награды и премии.
С 1949 по 1964 год заведующий кафедрой кормления животных и общей биологии.
В 1960 году защитил докторскую диссертацию:
- Протеиновая потребность овец породы советский меринос : диссертация … доктора сельскохозяйственных наук : 06.00.00. — Ставрополь, 1959. — 315 с. : ил. + Прил (86 с.) + прил. (28 с.: ил.).

В 1962 году утверждён в учёном звании профессора.
Разработал теоретические основы аминокислотного питания овец и нормы протеинового кормления для овец породы советский меринос, обеспечивающие наиболее высокую шерстную продуктивность при хорошем качестве.
Сочинения:
- Кормление и содержание овец [Текст] / И. В. Хаданович, Г. А. Окуличев, Б. Г. Имбс ; Под ред. канд. с.-х. наук И. В. Хадановича. — Москва : Колос, 1968. — 287 с. : ил.; 21 см.
- Окуличев Г. А., Имбс Б. Г. Нормы кормления маток и ягнят в пастбищный период //Проблемы питания. М., 1936. — N 8. — С. 15−24.